# Medienerziehung
Medienerziehung befasst sich als ein Teilbereich der Medienpädagogik mit der praktischen pädagogischen Arbeit im Bereich der Medien.
Verwandte Bereiche sind die Mediendidaktik und die Medienkunde.
Der Begriff wird erstens zur Kennzeichnung eines Bereichs innerhalb der medienpädagogischen Praxis verwendet, also als eine bestimmte Form medienpädagogischen Handelns. Kennzeichnend für dieses Handeln ist, dass der jeweils Handelnde die Vermittlung von Kenntnissen und Fertigkeiten erreichen will, die zu einem aufgeklärten und insofern kompetenten Umgang mit Medien notwendig sind. Wer in diesem Sinne über Medienkompetenz verfügt, zeichnet sich durch einen aktiven, kritischen, bewussten, selektiven und produktiven Umgang mit Medien aus. Medien sollen in diesem Sinne als Werkzeug der Erschließung von Wissen einer Kultur und in ihrer Möglichkeit sich zu artikulieren erfahren werden. Damit wird deutlich, dass Medien zunehmend „als Werkzeug zur Erschließung und Teilhabe an der Wissensgesellschaft“ (Kerres) aufzufassen sind. Der Erwerb von Wissen über Massenmedien, Medienanalyse und Mediengestaltung sind die klassischen Themenfelder schulischer Medienerziehung. Medienerziehung ist in den Lehrplänen mehrerer Bundesländer als verpflichtender Bestandteil des Curriculums festgelegt. Sie ist allerdings keinem besonderen Unterrichtsfach zugeordnet, sondern Gegenstand des Unterrichts in einer Reihe von Fächern.
Der Begriff Medienerziehung wird zweitens zur Kennzeichnung der wissenschaftlichen Beschäftigung mit der oben skizzierten medienpädagogischen Praxis verwendet. Als wissenschaftliche Tätigkeit beschreibt die Medienerziehung Voraussetzungen, Formen und Wirkungen der medienerzieherischen Praxis und deren gesellschaftliches Umfeld (u. a. auch medienerzieherische Diskurse wie die Diskussion um sog. Killerspiele), sie setzt sich anhand bildungstheoretischer und bildungspolitischer Vorgaben kritisch mit der jeweils vorgefundenen Praxis auseinander und  erforscht geeignete methodische Alternativen.

## Aufgaben und Ziele
Zu den Aufgaben und Zielen der Medienerziehung gehört unter anderem die Vermittlung von Fertigkeiten, um ein fachliches Lehrziel durch die Einsetzung von Medien zu erreichen und konkrete Unterrichtszusammenhänge mittels neuer Technologien darzustellen. Der Umgang mit Medien soll den Unterricht effektiver und das Lernen effizienter gestalten (Ziel-Mittel-Relation). Dabei dienen diese als kommunikationsförderndes Mittel, welches zu einer schülerorientierteren Funktion führen soll. Die Medienerziehung hat es sich zur Aufgabe gemacht, aktivere Auseinandersetzungen der Schüler mit ihrer Lernumgebung zu fördern.
Zudem soll der frühzeitige Umgang mit neuen Medien die Schüler motivieren, sich immer über den neusten Stand der Technik zu informieren, um nicht ins Hintertreffen zu geraten. Der richtige Umgang mit neuen Medien ist für jeden Berufszweig von großer Bedeutung, sei es, um Präsentationen vorzubereiten oder um am Computer Tabellen zu erstellen oder allein schon um die Bewerbung zu schreiben. Dabei ist als Voraussetzung der verantwortungsvolle Umgang mit Medien wichtig, Informationsquellen müssen kritisch ausgewertet werden können. Die Entwicklung von Medienkompetenz muss daher ebenso ein Anliegen der Medienerziehung sein (Kron/Sofos 2003, S. 38/57).